# Hans Nockemann
Hans Nockemann (* 16. November 1903 in Aachen; † 19. Dezember 1941 vor Moskau) war ein deutscher Jurist und SS-Führer. Er bekleidete den Rang eines Standartenführers und Obersts der Polizei und war als Inspekteur der Sicherheitspolizei und des SD in Düsseldorf, Befehlshaber der Sicherheitspolizei und des SD in den besetzten Niederlanden sowie Leiter des Amtes II (Organisation, Verwaltung und Recht) des Reichssicherheitshauptamtes tätig. Ab Juni 1941 war er in der Waffen-SS.

## Leben

### Herkunft und Studium
Hans Nockemann wurde am 16. November 1903 in Aachen als Sohn eines Kaufmanns geboren. Noch im letzten Jahr des Ersten Weltkrieges leistete er im Alter von 15 Jahren für zehn Wochen Dienst als Jungmann in der Etappe.
Nach dem Abitur studierte Nockemann Rechts- und Staatswissenschaften in Bonn und München und wurde 1929 mit einer als „voll befriedigend“ bewerteten Dissertation über das Kohlenwirtschaftsgesetz zum Dr. jur. promoviert. Während seines Studiums trat er 1922 der Burschenschaft Alemannia Bonn bei. Im Herbst 1923 beteiligte er sich am Kampf gegen die rheinischen Separatisten in Aachen, wurde durch belgische Besatzungstruppen festgenommen und nach einigen Hafttagen nach Bonn abgeschoben.
Im Oktober 1931 begann Nockemann seine Tätigkeit beim Amtsgericht Aachen. Zum 1. Mai 1932 trat er der NSDAP bei (Mitgliedsnummer 1.107.551), obwohl zum damaligen Zeitpunkt die Mitgliedschaft von preußischen Beamten in KPD und NSDAP als Dienstvergehen verboten war. Im Mai 1932 wurde er auch Mitglied der SA. Um mehr Zeit für seine Parteiarbeit zu haben, schied er allerdings im November 1932 wieder aus der SA aus.
Nach einem Bericht des „Bundes Nationalsozialistischer Juristen“, Bezirk Köln, vom 22. September 1933 an den Preußischen Innenminister, sei Dr. Nockemann in Aachen „einer der allerersten Beamten gewesen, die sich der nationalsozialistischen Bewegung nicht nur angeschlossen, sondern auch dauernd und energisch in ihr mitgearbeitet haben. Stets ist er in aller Öffentlichkeit und auch gegenüber seinen Behördenchefs als Nationalsozialist aufgetreten.“
Infolge seiner Tätigkeit als Rechtsberater der Aachener NSDAP-Kreisleitung gehörte er zu den jungen Assessoren, denen nach der nationalsozialistischen Machtübernahme alle Positionen in Verwaltung und Justiz offenstanden.

### Leiter der Staatspolizeistellen in Aachen, Köln und Düsseldorf
Einem Antrag Nockemanns vom Februar 1933 auf Übernahme in die preußische innere Verwaltung wurde aufgrund lobender Empfehlungen vom Innenminister entsprochen. In einer Stellungnahme vom 11. April 1933 an den Reichskommissar für das Preußische Ministerium des Innern sprach der Duisburger Oberbürgermeister und Reichspräsidentschaftskandidat von 1925, Karl Jarres, von einem „vortrefflichen Juristen“, der „gerade unter den heutigen politischen Verhältnissen besonders geeignet sei.“ Ähnlich fiel auch das Leumundszeugnis des Aachener Oberbürgermeisters Wilhelm Rombach aus. Nockemann wurde daher probeweise als Justitiar eingestellt und zum 10. Mai 1933 dem Regierungspräsidenten in Aachen zugewiesen. Am 1. November 1933 wurde er als Regierungsassessor übernommen, nachdem er als politischer Sachbearbeiter und Pressedezernent sowie als Leiter der Staatspolizeistelle tätig war. Die Beförderung zum Regierungsrat erfolgte allerdings erst im Juni 1934. Dass seine Förderer und Vorgesetzten aus ihrer Sicht mit Nockemann keinen Fehlgriff taten, bestätigte sich durch das Engagement, mit dem dieser seinen Aufgaben nachkam. In einem von Nockemann unterzeichneten Lagebericht für den August 1934 der Staatspolizeidienststelle Aachen vom 4. September 1934 heißt es:
„Der Unterzeichnete hat gelegentlich einer kurzen Urlaubsreise feststellen müssen, daß sich in den verschiedensten deutschen Seebädern, insbesondere aber auf Helgoland, das Judentum wieder in unangenehmster Weise breitmacht, darüber hinaus aber auch andere Kreise in einer die Volksgemeinschaft aufs Empfindlichste gefährdende Weise auftreten, die nur den einen zweifelhaften Vorzug haben, daß sie über Geld verfügen.“
Die weltanschauliche Verbundenheit und die Beflissenheit Nockemanns fielen selbst der Spitze des Geheimen Staatspolizeiamtes (Gestapa) in Berlin auf. Der stellvertretende Leiter des Gestapa, Werner Best, teilte dem Reichs- und Preußischen Innenminister in einem Schreiben vom 4. Februar 1935 mit, dass Dr. Nockemann endgültig die Leitung der Staatspolizeistelle Aachen übernehmen solle. Aber schon zwei Monate später verließ Nockemann Aachen und übernahm die Leitung der Staatspolizeistelle Köln. Sein Nachfolger in Aachen wurde Heinrich Seetzen. Im Herbst des gleichen Jahres wurde Nockemann als Leiter der Gestapo nach Koblenz versetzt. Verbunden hiermit war die Beförderung zum Oberregierungsrat am 1. Oktober 1936, abweichend von der regulären Mindestwartezeit von drei Jahren. 1939 wurde Nockemann Inspekteur der Sicherheitspolizei und des SD (IdS) in Düsseldorf.

### Befehlshaber der Sicherheitspolizei und des SD Niederlande
Mit Beginn des Westfeldzuges im Mai 1940 wurde Nockemann, inzwischen SS-Sturmbannführer (SS-Nummer 264.225), durch Runderlaß Heinrich Himmlers vom 24. Mai 1940 zum Befehlshaber der Sicherheitspolizei und des SD (BdS) für die besetzten Niederlande bestellt. Zum SD-Kommando Nockemanns gehörten auch Karl Gengenbach als Führer des SD, Bruno Müller (in Polen Führer des Einsatzkommandos 2 der Einsatzgruppe I), Arno Arlt (* 1910) als Leiter der I und II sowie Erich von Reden, der spätere Referent für Währung, Banken und Versicherungen im Referat III C 4 des RSHA. Im Juni 1940 leitete Nockemann eine Razzia und Durchsuchung von holländischen Verlagen für deutschsprachige Emigrantenliteratur in Amsterdam. Ein Großteil der Publikationen deutscher Emigranten der Verlage Querido und Allert de Lange wurde beschlagnahmt. Im ersteren Verlag veröffentlichten unter anderem Heinrich Mann, Klaus Mann, Jakob Wassermann, Lion Feuchtwanger, Anna Seghers, Arnold Zweig und Alfred Döblin.

### Im Reichssicherheitshauptamt
Ende Juni 1940 wurde Nockemann durch Wilhelm Harster als BdS abgelöst und übernahm im September 1940 nach einer kurzen erneuten Zwischenstation als IdS in Düsseldorf als Leiter die Amtsgruppe II (Organisation, Verwaltung und Recht) des RSHA. Außerdem vertrat er den öfter abwesenden Amtsleiter I (Personal) Bruno Streckenbach.
Nockemanns Frau Edith, geboren 1911, studierte Deutsch, Kunstgeschichte, Zeitungs- und Theaterwissenschaften in Kiel, München, Berlin, Hamburg sowie Kopenhagen und promovierte 1936 mit einer Dissertation über die Holzschnitte des 15. Jahrhunderts. Sie verzichtete auf eine Karriere als Kunsthistorikerin und arbeitete 1938 beim Frauenamt der Deutschen Arbeitsfront in Aachen. Die Ehe blieb kinderlos.

### In der Waffen-SS
Für die Einsatzgruppen der Sicherheitspolizei und des SD im Krieg gegen die Sowjetunion war Nockemann ursprünglich als Führer der Einsatzgruppe A vorgesehen, die aber dann von Walter Stahlecker übernommen wurde, da Nockemann Anfang Juni 1941 bei einem Autounfall schwer verletzt wurde. Seine Frau sowie sein Fahrer kamen dabei ums Leben. Nockemann wurde schließlich zur 2. SS-Panzerdivision „Das Reich“ eingezogen und starb am 19. Dezember 1941 in einem Lazarett an den Folgen der Verwundung, die er in der Schlacht um Moskau durch einen Granatsplitter erlitt.